# SOS! feat. Creepy Nuts
「SOS! feat. Creepy Nuts」（エスオーエス フィーチャリング クリーピーナッツ）はandropの8枚目のシングル。2017年8月23日にリリースされた。

## 解説
andropのシングルとしては、『Prism』以来約3ヶ月ぶりのリリースとなった。表題曲はCreepy Nutsとのコラボレーション楽曲となっている（後述）。
初回限定盤には、表題曲のミュージックビデオなどが収められたDVDが付属した。

## 収録曲
1. SOS! feat. Creepy Nuts 
ヒップホップユニット・Creepy Nutsとのコラボレーション楽曲。テーマは「夏」で、「モノの見方は自分次第で変わる」というメッセージが込められている[1]。
本シングルリリース直前の2017年5月から7月まで開催されたツアー開催された「one-man live tour 2017 "angstrom 0.8 pm"」の恵比寿リキッドルーム公演や、2017年10月に開催された「one-man live 2017 at 日比谷野外大音楽堂」などではゲストにCreepy Nutsを迎えて披露された[2][3]。
2017年12月に開催されたBillboard Live OSAKA公演では歌詞を変えて披露された。このライブでの音源は次作「Joker」に収録され、バンドの公式サイトなどでもこちらの版の歌詞が公開されている[4][5]。
2. Sunrise Sunset 
「one-man live tour 2017 "angstrom 0.8 pm"」でも披露されていた楽曲。
3. Prism (one-man live tour 2017 “angstrom 0.8 pm” tour final) 
「one-man live tour 2017 "angstrom 0.8 pm"」のファイナル公演（2017年7月7日・福岡DRUM LOGOS）より収録。
4. SOS! feat. Creepy Nuts (instrumental)

### 初回限定盤DVD
1. 「SOS! feat. Creepy Nuts」Music Video
2. 「SOS! feat. Creepy Nuts」Documentary film
3. 「SOS! feat. Creepy Nuts」Commentary Video